# Benjamin Ferencz
Pour les articles homonymes, voir Ferencz.
Benjamin Berell Ferencz, né le 11 mars 1920 à Csolt dans le comitat de Szatmár (région du Royaume de Hongrie), près de la Transylvanie et mort le 7 avril 2023 à Boynton Beach (Floride, États-Unis), est un avocat américain. 
Il fut le procureur en chef pour les États-Unis lors du procès des Einsatzgruppen, l'un des procès de Nuremberg, en 1947-1948.

## Biographie
Sa famille émigre aux États-Unis lorsque Benjamin Ferencz est âgé de dix mois, pour fuir les persécutions subies par les Juifs hongrois après que la Transylvanie et d'autres régions ont été détachées de la Hongrie et rattachées à la Roumanie à la fin de la Première Guerre mondiale. Il grandit dans le quartier de Hell's Kitchen, à l'ouest de Manhattan.

### Pendant la Seconde Guerre mondiale
Diplômé en droit à la Harvard Law School en 1943, Benjamin Ferencz s'engage dans un bataillon d'artillerie et participe à la libération de la France sous les ordres du général Patton. Il est ensuite transféré dans une nouvelle branche de l'armée américaine chargée de recueillir des preuves des crimes nazis. À ce titre, il participe à la libération de plusieurs camps de concentration (Buchenwald, Mauthausen, Dachau).

### Enquêteur
Démobilisé le 26 décembre 1945 avec le grade de sergent, Benjamin Ferencz retourne à New York pour pratiquer le droit. Cependant, peu de temps après, il est recruté pour participer aux procès de Nuremberg. Il est envoyé à Berlin avec une cinquantaine d'enquêteurs pour rechercher dans les archives et les bureaux allemands des preuves de la culpabilité de différentes personnes affiliées aux SS dans l'extermination des Juifs, des Roms et des communistes.
Dans une interview accordée en 2005 au Washington Post, il a donné des détails sur la façon dont il exerçait ses fonctions en Allemagne :
« Quelqu'un qui n'était pas là ne pourrait jamais vraiment comprendre comme la situation était irréelle. » « J'ai vu une fois des personnes déplacées battre un SS puis le lier au chariot d'acier d'un four crématoire. Ils le firent glisser dans le four, mirent la chaleur en route puis retirèrent l'homme du four. Ils le battirent de nouveau et le réintroduisirent dans le four, jusqu'à ce qu'il fût brûlé vif. Je ne fis rien pour arrêter la scène. Je suppose que j'aurais pu brandir mon arme ou tirer en l'air, mais je n'en avais pas envie. Cela fait-il de moi un complice de meurtre ? »
« Savez-vous comment j'obtenais les témoignages ? » « J'allais dans un village où, disons, un Américain parachuté avait été battu à mort et je faisais s'aligner tout le monde contre un mur. Alors je disais : 'Tous ceux qui mentiront seront abattus sur place.' Cela ne me traversa jamais l'esprit que des déclarations obtenues par coercition fussent invalides. »

### Procureur en chef

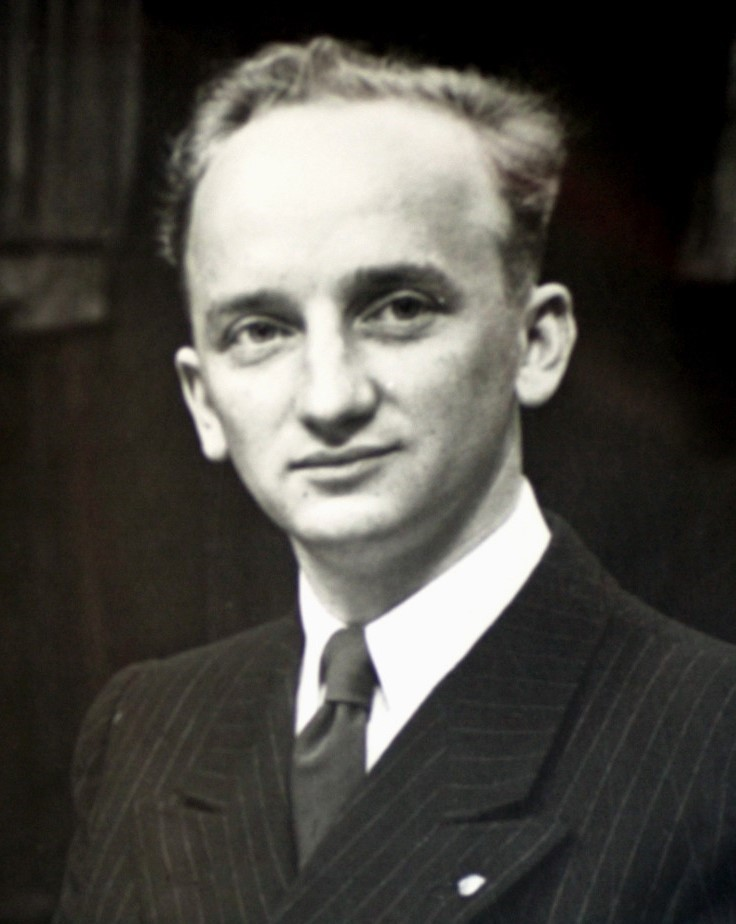
Benjamin Ferencz vers 1947-1948.

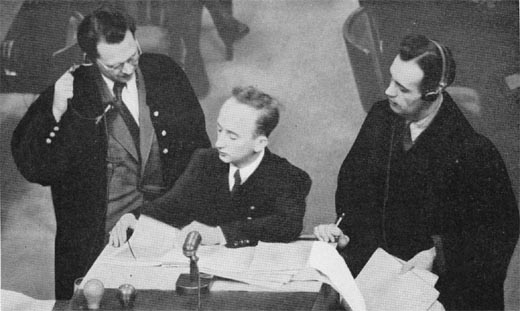
Benjamin Ferencz au procès des Einsatzgruppen.

Benjamin Ferencz est alors nommé procureur en chef pour les États-Unis dans le procès des Einsatzgruppen en 1947, où vingt-deux dirigeants des SS sont jugés pour avoir assassiné plus d'un million de personnes. Tous sont condamnés, dont treize à mort en 1951.
Dans une interview, il rapporte qu'à cette occasion, il est allé demander à la veille de sa pendaison à Otto Ohlendorf, un condamné à mort (responsable du meurtre de 90 000 Juifs) s'il avait besoin de quelque chose ou voulait s'exprimer et ce dernier lui a répondu : « Vous, les Juifs américains, vous allez le payer très cher. ».

### Après Nuremberg
À l'issue des procès de Nuremberg, Benjamin Ferencz demeure en Allemagne jusqu'en 1957, participant à la mise en place de programmes de réparations pour les victimes des crimes nazis. Il se consacre ensuite à la pratique privée du droit à New York, associé à Telford Taylor. En 1970, alors que les États-Unis s'enfoncent dans la guerre du Viêt Nam, il décide de se dédier à l'étude et à la défense de la paix mondiale. Il est l'auteur de plusieurs ouvrages sur ce thème, qui militent notamment pour l'instauration d'une cour pénale internationale.

## Honneurs et récompenses
- National Jewish Book Award dans la catégorie Holocauste pour Less Than Slaves : Jewish Forced Labor and the Quest for Compensation[6].
- 2021 : reçoit le titre de docteur honoris causa de l'université de Cologne[7].
- 2021 : lauréat du Pahl Peace Prize[8] au Liechtenstein[9].

## Publications
- (en) Mémoires de Ben, procureur à Nuremberg et avocat de la Paix Mondiale (autobiographie), Michalon, Paris, 2012
- (en) Defining International Aggression — The Search for World Peace (1975)
- (en) An International Criminal Court — A Step Toward World Peace (1980)
- (en) Enforcing International Law — A Way to World Peace (1983)
- (en) A Common Sense Guide to World Peace
- (en) Planethood (avec Ken Keyes Jr.) (1988)
- Ne jamais abandonner. 9 leçons pour une vie remarquable (Dunod, 2021)[10].